# 佐藤健悦
佐藤健悅，日本漫畫家，畢業於宮城縣古川高中以及代代木動畫學院。

## 作品
- 舞-HiME（週刊少年チャンピオン、全5卷，長鴻出版社代理）
- 舞-乙HiME（週刊少年チャンピオン、全5卷，長鴻出版社代理）
- 舞-乙HiME嵐（週刊少年チャンピオン、全1卷，長鴻出版社代理）
- 聖痕鍊金士（原著名：聖痕のクェイサー，Champion RED連載，全24卷）
- VITA性感愛麗絲（原著名：VITAセクスアリス チャンピオンRED いちご、全6卷，長鴻出版社代理）
- 神咒之蜜乳（日语：神呪のネクタール）（Champion RED連載、已出版17卷，東立出版社代理）
- 异世界NTR~用最强技能让亲友的女人堕落的方法~（連載，連載中）

## 師父
- 山本賢治
- 松山せいじ